# (21914) Melakabinoff
(21914) Melakabinoff (1999 VX34) – planetoida z pasa głównego asteroid okrążająca Słońce w ciągu 3,49 lat w średniej odległości 2,3 j.a. Odkryta 3 listopada 1999 roku.